# Emirhan İlkhan
Emirhan İlkhan, né le 1er juin 2004 à İstanbul en Turquie, est un footballeur turc qui évolue au poste de milieu central au Torino FC.

## Carrière

### En club

#### Au Beşiktaş JK (2014-2022)
En 2014, Emirhan İlkhan est transféré du centre de formation du Florya 1923 Spor à celui du Beşiktaş JK,. 
Le 5 janvier 2022, il fait ses débuts professionnels en remplaçant Kenan Karaman à la 80e minute du match de Supercoupe de Turquie 2021 (en) que Beşiktaş remporte après une séance de tirs au but. 
Le 9 janvier 2022, il est titularisé pour son premier match de Süper Lig et donne momentanément l'avantage aux siens en marquant contre Rizespor. Il devient à cette occasion le plus jeune joueur (17 ans et 222 jours) de Beşiktaş à inscrire un but en championnat depuis Batuhan Karadeniz en 2008 (17 ans et 165 jours). 

#### Au Torino FC (depuis 2022)
Le 8 août 2022, il est transféré au Torino FC pour un montant de 4,5 millions d'euros. 

#### À l'UC Sampdoria (2023)
Le 31 janvier 2023, dernier jour du mercato hivernal, il est prêté gratuitement à l'UC Sampdoria pour le reste de la saison. Cantonné à un rôle de remplaçant, il n'a pas beaucoup de temps de jeu avec le club génois (seulement 105 minutes en tout et pour tout),.  

### En sélection nationale
Emirhan İlkhan est un jeune international turc ayant notamment représenté les équipes U16 (tr) et U18 (en) de la Turquie.
Le 10 novembre 2022, il est appelé pour la première fois en équipe première pour disputer des matchs amicaux face à l'Écosse et la République tchèque mais ne joue aucune des deux rencontres, ne figurant pas sur la feuille de match de la première et passant l'intégralité de la seconde sur le banc,,. 

## Statistiques

### Statistiques détaillées
| Saison                | Club                       | Championnat           | Championnat | Championnat | Championnat | Coupe(s) nationale(s) | Coupe(s) nationale(s) | Coupe(s) nationale(s) | Supercoupe | Supercoupe | Supercoupe | Total | Total | Total |
| Saison                | Club                       | Division              | M.          | B.          | P.d.        | M.                    | B.                    | P.d.                  | M.         | B.         | P.d.       | M.    | B.    | P.d.  |
| 2021-2022             | Beşiktaş JK                | Süper Lig             | 11          | 1           | 0           | -                     | -                     | -                     | 1          | 0          | 0          | 12    | 1     | 0     |
| Sous-total            | Sous-total                 | Sous-total            | 11          | 1           | 0           | -                     | -                     | -                     | 1          | 0          | 0          | 12    | 1     | 0     |
| 2022-2023             | Torino FC                  | Serie A               | 4           | 0           | 0           | -                     | -                     | -                     | -          | -          | -          | 4     | 0     | 0     |
| Sous-total            | Sous-total                 | Sous-total            | 4           | 0           | 0           | -                     | -                     | -                     | -          | -          | -          | 4     | 0     | 0     |
| 2022-2023             | UC Sampdoria (prêt)        | Serie A               | 8           | 0           | 0           | -                     | -                     | -                     | -          | -          | -          | 8     | 0     | 0     |
| Sous-total            | Sous-total                 | Sous-total            | 8           | 0           | 0           | -                     | -                     | -                     | -          | -          | -          | 8     | 0     | 0     |
| 2023-2024             | İstanbul Başakşehir (prêt) | Süper Lig             | 30          | 1           | 1           | 4                     | 1                     | 1                     | -          | -          | -          | 34    | 2     | 2     |
| Sous-total            | Sous-total                 | Sous-total            | 30          | 1           | 1           | 4                     | 1                     | 1                     | -          | -          | -          | 34    | 2     | 2     |
| Total sur la carrière | Total sur la carrière      | Total sur la carrière | 53          | 2           | 1           | 4                     | 1                     | 1                     | 1          | 0          | 0          | 58    | 3     | 2     |

## Palmarès

### En club
| Beşiktas JK - Supercoupe de Turquie (1) : - Vainqueur : 2021 (en). |